# Lecanophora heterophylla
Lecanophora heterophylla är en malvaväxtart som först beskrevs av Antonio José Cavanilles, och fick sitt nu gällande namn av Antonio Krapovickas. Lecanophora heterophylla ingår i släktet Lecanophora och familjen malvaväxter. Inga underarter finns listade i Catalogue of Life.